# 181st Street (stacja metra na Broadway – Seventh Avenue Line)
181st Street – stacja metra nowojorskiego, na linii 1. Znajduje się w dzielnicy Manhattan, w Nowym Jorku i zlokalizowana jest pomiędzy stacjami 191st Street i 168th Street. Została otwarta 16 marca 1906.